# بیوتن
بیوتن عنوان رمانی از رضا امیرخانی، داستان‌نویس ایرانی است. امیرخانی این کتاب را در سال ۱۳۸۷ هجری شمسی نوشت. این اثر توسط انتشارات علم به چاپ رسیده‌است.

## موضوع کتاب
این کتاب، داستان یکی از بازمانده‌های جنگ ایران و عراق ایران است که به بهانه‌ای به آمریکا سفر می‌کند.
کتاب تقابل سنت و مدرنیته را به نمایش می‌گذارد. این رمان، دنباله‌ای بر رمان ارمیا (رمان) از همین نویسنده است، با این تفاوت که نویسنده بدون توجه به پایان رمان ارمیا (که با مرگ قهرمان همراه بود) سرنوشت شخصیت رمانش را سال‌ها بعد و در سرزمینی دیگر ادامه داده‌است.

## چکیده داستان
ارمیا معمر، معمار و رزمندهٔ سابق جنگ ایران و عراق است که روزی در قطعهٔ شهدا، با دختری معمار به نام آرمیتا برخورد می‌کند که از سوی شرکتی آمریکایی جهت طراحی یک یادمان به ایران آمده‌است. آشنایی ارمیا و آرمیتا و رابطهٔ عاطفی بین آن‌ها سبب می‌شود تا ارمیا برای ازدواج با آرمیتا و زندگی با او همراه او به آمریکا برود. آرمیتا در آمریکا در یک آپارتمان مسکونی زندگی می‌کند که ساکنانش مجموعه‌ای از نژادها و ملیت‌های گوناگون را پوشش می‌دهند. جانی-کارگر سادهٔ دکهٔ هات‌داگ- که یک آمریکایی آفریقایی است، سوزان یک استریپر ایرانی است، جیسن/جاسم که مهاجری عرب است و رمضان/رمزی مسئول ایرانی‌تبار یک دکهٔ فروش هات‌داگ. همچنین خشی، دارندهٔ دکترای الاهیات و استاد دانشگاه که رئیس آرمیتا نیز هست گهگاهی به این ساختمان سر می‌زند.
در فصل نخست کتاب، سفر ارمیا به آمریکا و آشنایی او با آرمیتا و خشی شرح داده شده‌است. همچنین، این فصل دربردارندهٔ مقدمات مهاجرت ارمیا از ایران، و یاد سهراب، اصغر و سایر هم‌رزمان او است.
فصل دوم در خصوص معرفی همسایه‌های آرمیتا در ساختمان و گذری به زندگی آن‌ها نوشته شده‌است. در این فصل، ارمیا به عنوان رانندهٔ لیموزین در یک مؤسسه استخدام می‌شود. همچنین، روح سهراب به دیسکو و نزد او می‌آید.
فصل سوم در خصوص یک‌جا نشینی و مستقر شدن ارمیا در آمریکا و ازدواج او با آرمیتا توضیحاتی را ارائه می‌کند. همچنین، این فصل به چگونگی برگزاری آیین ماه رمضان در کشور آمریکا می‌پردازد
فصل چهارم کتاب به موضوع کار در آمریکا می‌پردازد. ارمیا با دسیسهٔ خشی از کار قبلی خود اخراج می‌شود و پیشه‌هایی مانند پخش گوشت حلال در میان مسلمانان آمریکا را تجربه می‌کند.
فصل پنجم، شرح تلاش‌های ارمیا برای دریافت اقامت آمریکا و یادگیری درست زبان این کشور است. در این فصل ارمیا و خشی جدل‌های عقیدتی بسیاری دارند، همچنین آرمیتا فاش می‌کند که در پروژهٔ ایران، به سوزاندن اجساد سالم در اسید ناچار بوده‌اند و این اتفاق موجب پریشانی ارمیا می‌شود.
در فصل ششم، تعارضات ارمیا به عنوان یک ایرانی با مردم آمریکا مورد بیان و بحث قرار می‌گیرد. رفتارهای عجیب ارمیا به مذاق آمریکایی‌ها خوش نمی‌آید و ارمیا ناخواسته وارد ملک شخصی یک نفر در جنگل می‌شود و به همین واسطه، در اخبار مورد پیگرد قرار می‌گیرد.
فصل هفتم (که کوتاه‌ترین فصل کتاب است) شرحی است بر دستگیری و محاکمهٔ ارمیا پس از ناپدید شدن در جرمی که در آن هیچ تقصیری ندارد.
رمان با پایانی باز-اما ناامیدانه- به فرجام می‌رسد.

## عناوین فصول کتاب
- فصل اول: معنی
- فصل دوم: فصل پنجم
- فصل سوم: مسکن
- فصل چهارم: پیشه
- فصل پنجم: زبان
- فصل ششم: ژنتیک
- فصل هفتم: مراثی[۱]